# Vallesaccarda
Vallesaccarda es uno de los 119 municipios o comunas ("comune" en italiano) de la provincia de Avellino, en la región de Campania. Con cerca de 1.773 habitantes, se extiende por una área de 14 km², teniendo una densidad de población de 115 hab/km². Linda con los municipios de Anzano di Puglia, San Sossio Baronia, Scampitella, y Trevico.

## Demografía
| Gráfica de evolución demográfica de Vallesaccarda entre 1861 y 2001 |
|                                                                     |
| Fuente ISTAT - elaboración gráfica de Wikipedia                     |

- Datos: Q55136
- Multimedia: Vallesaccarda / Q55136

1. ↑  Worldpostalcodes.org, código postal n.º 83050.
2. ↑  «Codici Catastali». Comuni-italiani.it (en italiano). Consultado el 29 de abril de 2017.